# Lebensmittelrecht
Das Lebensmittelrecht ist eine Querschnittsmaterie zwischen Verbraucherschutz, Gefahrenabwehr und Gewerberecht im weiteren Sinne. Es regelt die Behandlung und Produktion von Lebensmitteln, und es umfasst Rechts- und Verwaltungsvorschriften für Lebensmittel sowohl auf europäischer als auch auf mitgliedstaatlicher Ebene.

## Schutzgut
Das Lebensmittelrecht soll nicht nur die Gesundheit der Bevölkerung zum Beispiel vor Lebensmittelkrisen schützen, sondern auch zugleich den Wettbewerb auf den Lebensmittelmärkten durch die Qualitätsanforderungen und Täuschungsschutz regeln. Die Verpflichtung der staatlichen Gewalt ergibt sich in Deutschland aus Art. 2 Abs. 2 Grundgesetz (GG) in Verbindung mit dem Sozialstaatsprinzip nach Art. 20 Abs. 1 GG.

## Wichtige einschlägige Rechtsnormen

### EU-Recht
Im Zuge der Vereinheitlichung des Europäischen Binnenmarktes und des Europäischen Verbraucherschutzes hat die Bundesrepublik Deutschland zahlreiche hoheitliche Befugnisse auf die Europäische Gemeinschaft übertragen. Diese hat mit der EG-Verordnung Nr. 178/2002 mit der Einrichtung einer Europäischen Behörde für Lebensmittelsicherheit eine bedeutende Entscheidung auf dem Gebiet des Lebensmittelrechts getroffen und zudem mit dem Erlass allgemeiner Grundsätze auf dem Gebiet des Lebensmittelrechts reagiert (Verordnung (EG) Nr. 178/2002).
Am 30. Dezember 2006 wurde die Verordnung (EG) Nr. 1924/2006 über nährwert- und gesundheitsbezogene Angaben über Lebensmittel veröffentlicht (Health-Claims-Verordnung). Sie trat am 1. Juli 2007 in Kraft und hat tiefgreifende Auswirkungen auf das Lebensmittelrecht in ganz Europa. Zeitgleich trat auch die Anreicherungsverordnung (Verordnung (EG) Nr. 1925/2006) in Kraft. Beide Verordnungen nehmen aufeinander Bezug.
Am 6. Juli 2011 nahm das Europäische Parlament zudem einen Vorschlag für eine Verordnung des Europäischen Parlaments und des Rates betreffend die Information der Verbraucher über Lebensmittel (KOM/2008/0040) an. Durch diese wird unter anderem die Angabe von Allergenen verpflichtend; die Kennzeichnungsbestimmungen sind jedoch erst drei Jahre nach Erlass der Verordnung anwendbar.
Die Verordnung (EU) Nr. 1169/2011 betreffend die Information der Verbraucher über Lebensmittel wurde am 22. November 2011 im Amtsblatt der Europäischen Union veröffentlicht. Durch die Lebensmittelinformationsverordnung wird das Lebensmittelkennzeichnungsrecht novelliert und die bisher in der Nährwertkennzeichnungsverordnung und der Lebensmittelkennzeichnungsverordnung und dem dahinterstehenden Richtlinienrecht enthaltenen Regelungsbereiche in einer unmittelbar in allen Mitgliedstaaten der Europäischen Union geltenden Verordnung zusammengeführt. Die Neuerungen betreffen beispielsweise Formalitäten, wie eine verbindliche Schriftgröße, aber auch inhaltliche Aspekte, wie die zutreffende Verkehrsbezeichnung, die Kennzeichnung des Ursprungs- oder Herkunftslandes oder die – nunmehr verbindliche – Nährwertkennzeichnung.
Einen Überblick über die Strukturen und Institutionen der Lebensmittelsicherheit in der Europäischen Union (EU) und den Nachbarländern gibt der vom Bundesinstitut für Risikobewertung (BfR) erstellte EU-Almanach Lebensmittelsicherheit.

### Deutsches Recht

#### Gesetzgebungskompetenz
Der deutsche Bundesgesetzgeber hat die konkurrierende Gesetzgebungskompetenz für das Lebensmittelrecht gemäß Art. 74 Abs. 1 Nr. 20 GG. Er hat mit zahlreichen Gesetzen und Verordnungen im Bereich des Bundesministeriums für Ernährung und Landwirtschaft  und des Bundesministeriums für Gesundheit von dieser Kompetenz Gebrauch gemacht. Inzwischen sind auch Regelungen der Europäischen Union ergangen (s. u.).
Eine umfassende Reform des Lebensmittelrechts leitete der Deutsche Bundestag am 18. Juni 1974 in die Wege. In diesem Zusammenhang engte er die Tabakwerbung ein und verbot Werbespots für Zigaretten und Tabakerzeugnisse in Rundfunk und Fernsehen.

#### Gesetzliche Regelungen
Da das bis zum 6. September 2005 geltende „Gesetz über den Verkehr mit Lebensmitteln, Tabakerzeugnissen, kosmetischen Mitteln und sonstigen Bedarfsgegenständen“ kurz Lebensmittel- und Bedarfsgegenständegesetz (LMBG) mit Bestimmungen der VO (EG) Nr. 178/2002 (sogenannte Basisverordnung) kollidierte, wurde als Nachfolgegesetz das „Lebensmittel-, Bedarfsgegenstände- und Futtermittelgesetzbuch“ (LFGB) eingeführt.
Dabei wurden die Tabakerzeugnisse aus dem neuen LFGB ausgegliedert, während Futtermittel neu aufgenommen wurden.
Die Kernpunkte der im LFGB getroffenen Regelungen betreffen den Gesundheits- und den Täuschungschutz (gemeinhin als Verbraucherschutz aufgefasst). Ersterer wird „schärfer“ geregelt als der Täuschungsschutz: Beispielsweise sind Maßnahmen (§ 39 LFGB), wie z. B. die Rücknahme (wenn das Lebensmittel den Endverbraucher noch nicht erreicht hat) oder der Rückruf (wenn das Lebensmittel den Endverbraucher womöglich bereits erreicht hat) und eine Information der Öffentlichkeit (§ 40 LFGB) mögliche Instrumentarien der zuständigen Behörden, um den Gesundheitsschutz zu garantieren.
Um das in der Basisverordnung geforderte „hohe Schutzniveau“ (Art 1 Abs. 1 VO (EG) Nr. 178/2002) zu gewährleisten, wurde von der EU das sogenannte Hygienepaket verabschiedet:
- VO (EG) Nr. 852/2004 (allgemeine Hygienevorschriften)
- VO (EG) Nr. 853/2004 (spezifische Hygienevorschriften für Lebensmittel tierischen Ursprungs)
- VO (EG) Nr. 854/2004 (besondere Verfahrensvorschriften für die amtliche Lebensmittelüberwachung)

Diese regeln einerseits bestimmte vom Hersteller einzuhaltende Qualitätssicherungsmaßnahmen (HACCP-Konzept), andererseits enthalten sie Vorschriften für die amtliche Überwachung von Lebensmitteln tierischen Ursprungs. Für die Behandlung von Lebensmitteln tierischen Ursprungs wurde die Zulassungspflicht vor Aufnahme der Tätigkeit erheblich ausgeweitet.
Weitere Verfahrensweisen für die Lebensmittelkontrolle werden in der Verordnung (EG) Nr. 882/2004 festgelegt, die sich derzeit in Revision befindet und durch die sogenannte EU-Kontrollverordnung abgelöst werden wird, auf die sich die EU-Agrarminister im Juli 2016 einigten.
Zur Umsetzung und nationalen Anpassung des Hygienepaketes wurden mit der Verordnung zur Durchführung von Vorschriften des gemeinschaftlichen Lebensmittelhygienerechts (EULMRDV) 2007 verschiedene neue Verordnungen erlassen und andere geändert oder aufgehoben.
Wichtige neue Vorschriften sind, korrespondierend mit den jeweiligen EU-Verordnungen, die Lebensmittelhygiene-Verordnung LMHV, die Tierische Lebensmittel-Hygieneverordnung Tier-LMHV und die Tierische Lebensmittel-Überwachungsverordnung Tier-LMÜV.
Des Weiteren ermächtigt das LFGB die zuständigen Bundesministerien dazu eine Reihe von Verordnungen zu erlassen, die vielfach der Umsetzung europäischer Richtlinien und Verordnungen dienen. Dazu zählt z. B. die Zusatzstoff-Zulassungsverordnung, die den Zusatz von Stoffen zu Lebensmitteln regelt.
In der Fertigpackungsverordnung (die auf dem Eichgesetz beruht) sind z. B. Schriftgrößen für bestimmte Kennzeichnungselemente und Abweichungstoleranzen für Füllmengen auf Fertigpackungen geregelt. Die Kennzeichnung von Lebensmittel ist in der Lebensmittelkennzeichnungsverordnung geregelt. Jedoch gibt es für eine Reihe von Lebensmittel, wie z. B. Wein und Käse eigene bzw. ergänzende Vorschriften.
Weitere Regelungen für einzelne Lebensmittel und Lebensmittelgruppen sind z. B.:
- die Käseverordnung
- die Verordnung über Milcherzeugnisse
- die Honigverordnung
- die Bierverordnung
- die Diätverordnung
- die Margarine- und Mischfettverordnung
- die Kakaoverordnung
- die Fruchtsaft- und Erfrischungsgetränkeverordnung
- die Alkoholhaltige-Getränke-Verordnung

Daneben gelten noch EU-Vermarktungsnormen, die z. B. die Einordnung von Lebensmitteln in Handelsklassen regeln. Zentrale Vorschrift ist die Verordnung über die einheitliche gemeinsame Marktorganisation (GMO) vom 17. Dezember 2013 (Verordnung (EU) Nr. 1308/2013), die Regelungen für Fleisch, Wein, Milchprodukte, Getreide und viele andere Lebensmittel enthält.

## Strafrecht
Neben dem LFGB (§§ 58 ff. LFGB) enthalten die auf diesem Gesetz gestützten speziellen Verordnungen straf- und bußgeldrechtliche Regelungen. Für die strafrechtliche Ahndung europarechtlicher Vorschriften ist daneben die Verordnung zur Durchsetzung lebensmittelrechtlicher Rechtsakte der Europäischen Gemeinschaft (Lebensmittelrechtliche Straf- und Bußgeldverordnung – LMRStV) bedeutsam. Vielfach treten diese Vorschriften aufgrund der Komplexität des Lebensmittelrechts und der zu den allgemeinen Straftatbeständen (z. B. Betrug) geringeren Strafandrohung in den Hintergrund.

## Zuständige Behörden
Die Lebensmittelkontrolle an sich ist Ländersache (§ 38 Abs. 1 LFGB, Art. 83 GG). In den Ländern sind die Behörden angesiedelt, die für Probenahme und Laborkontrollen verantwortlich sind. Auf Art. 84 Abs. 2 GG erlassene allgemeine Verwaltungsvorschriften garantieren ein koordiniertes Vorgehen im gesamten Bundesgebiet.
Die oberste Bundesbehörde ist das Bundesministerium der Justiz und für Verbraucherschutz. Die Bundesoberbehörde Bundesamt für Verbraucherschutz und Lebensmittelsicherheit ist dem Bundesministerium für Ernährung und Landwirtschaft unterstellt. Bei letzterer liegt in Verbindung mit dem Bundesinstitut für Risikobewertung, das für die Risikobewertung zuständig ist, die Hauptkompetenz des Krisenmanagements. Krisen- oder Risikomanagement sind ebenfalls neu entstandene Aktivitäten, die mit der Basisverordnung und der damit errichteten europäischen Behörde für Lebensmittelsicherheit (EFSA) ins Leben gerufen wurden.

## Lebensmittelrecht als Forschungsgegenstand
Die Komplexität und Vielfalt der lebensmittelrechtlichen Fragestellungen erfordert eine europarechtliche Herangehensweise mit interdisziplinärem wissenschaftlichem Ansatz. Dieser muss neben den mannigfaltigen juristischen Verschränkungen einzelner Rechtsgebiete auch natur- und geisteswissenschaftliche sowie nicht zuletzt wirtschaftliche Aspekte in starkem Maß berücksichtigen. In Deutschland gibt es zu diesem Zweck an der Universität Bayreuth eine der dortigen rechtswissenschaftlichen Fakultät angegliederte Forschungsstelle für Deutsches und Europäisches Lebensmittelrecht. An der rechtswissenschaftlichen Fakultät der Philipps-Universität Marburg wurde 2008 ebenfalls eine Forschungsstelle für Europäisches und Deutsches Lebens- und Futtermittelrecht gegründet.